# 長嶋新八朗
長嶋 新八朗（ながしま しんぱちろう、1949年7月6日 - ）は、日本の元騎手。

## 来歴
1970年3月1日の東京第8競走5歳以上250万下・カブトタイ（18頭中7着）で初騎乗を果たし、11月14日の東京第1競走3歳未勝利・フリッパーで初勝利を挙げ、1年目の同年は2勝をマーク。
2年目の1971年には11月6日の東京第8競走4歳以上オープンでハーバーゲイムに騎乗し、メジロアサマをアタマ差抑えると同時にスピーデーワンダーに勝利。
1975年には8月2日の新潟第8競走4歳以上300万下で野平祐二厩舎の開業初出走となったインタービッグに騎乗し、3着であった。
1978年には自己最多で自身唯一の2桁勝利となる12勝をマークし、1980年には千葉・東牧場生産馬のグランドサーミットで七夕賞を11頭中10番人気ながら4着に入ったが、1981年11月22日の福島第2競走3歳新馬・パープルエミネントを最後に勝利から遠ざかる。
1985年9月1日の新潟第5競走4歳未勝利・ダイナウェディングで3年9ヶ月ぶりの勝利を挙げたが、結局これが最後の勝利となり、1986年4月6日の中山第8競走4歳以上400万下・クアトロ（競走中止）を最後に現役を引退。

## 騎手成績
| 通算成績 | 1着 | 2着 | 3着 | 4着以下 | 出走回数 | 勝率 | 連対率 |
| -------- | --- | --- | --- | ------- | -------- | ---- | ------ |
| 平地     | 61  | 85  | 100 | 1109    | 1355     | .045 | .108   |
| 障害     | 1   | 1   | 2   | 14      | 18       | .056 | .111   |
| 計       | 62  | 86  | 102 | 1123    | 1373     | .045 | .108   |